# Javier González Teijón
Javier González Teijón (geboren am 7. Januar 1996 in Villablino) ist ein spanischer Handballspieler, der auf der Spielposition Torwart eingesetzt wird.

## Vereinskarriere
González begann im Jahr 2008 mit dem Handball bei Ademar León, wo er im Jahr 2015 auch in der Liga Asobal, der höchsten spanischen Liga, debütierte. Er hatte dort nur wenige Einsätze. Im Juli 2019 wechselte er zum in der División de Honor Plata (zweite spanische Liga) spielenden BM Soria, mit dem er 2022 in die dritte Liga abstieg. Daraufhin wechselte er 2022 zum BM Alarcos Ciudad Real.

## Auswahlmannschaften
Er stand im Aufgebot spanischer Nachwuchsauswahlmannschaften. Sein erstes Spiel für Spanien absolvierte er am 5. November 2011 mit der promesas selección gegen die Auswahl Portugals. Als Juniorennationalspieler Spaniens nahm er an der U-20-Europameisterschaft in Dänemark (2016) teil, bei der er mit dem Team Europameister wurde, und an der U-21-Weltmeisterschaft in Algerien (2017), bei der die Spanier Weltmeister wurden. Er stand bis Juli 2017 in 37 Spielen im Aufgebot der spanischen Nachwuchsteams und erzielte dabei ein Tor.

## Privates
Javier González Teijón studierte an der Universität in León an der Fakultät für Sportwissenschaft (Stand: 2017).